# 小行星4447
小行星4447（英語：4447 Kirov）是一颗围绕太阳公转的小行星。1985年11月7日，愛德華·鮑威爾在可可尼诺县发现了此天体。
这颗小行星的绝对星等为190.89795等。